# 本多満
本多 満（ほんだ みつる、1948年7月27日 - ）は、日本の国土交通技官。国土交通省北海道開発局長や、一般社団法人北海道開発技術センター理事長等を歴任した。

## 人物・経歴
北海道小樽市出身。1973年3月北海道大学工学部土木工学科卒業。1974年北海道開発庁入庁。1983年北海道開発局建設部道路計画課開発専門官。1986年北海道開発庁地政課開発専門官。1988年北海道開発局建設部道路建設課課長補佐。1991年北海道開発局建設部道路計画課道路企画官。1994年北海道開発局函館開発建設部次長。1995年北海道開発局地政課事業計画調整官。1997年北海道開発局建設部道路建設課長。1998年北海道開発局建設部道路計画課長。
2000年北海道開発庁地政課長。2001年国土交通省北海道局地政課長。2002年国土交通省北海道局企画課長。2003年国土交通省北海道開発局札幌開発建設部長。2004年国土交通省北海道開発局建設部長。2005年国土交通省北海道開発局長。2008年北海道開発技術センター理事長。2017年北海道開発技術センター会長。同年北海道内の建設会社などからの要請を受け、北海道開発政策研究所を設立し理事長に就任。2018年秋の叙勲で瑞宝中綬章受章。2021年北海道開発技術センター顧問。